# Алманиа, Жаклин Фелице де
Жаклин Фелице де Алманиа (Якобина Феличе, итал. Jacobina Felice) была итальянским терапевтом, работавшим в Париже, Франция.
По имеющимся сведениям, Якобина Феличе была родом из Флоренция, Италия, и работала врачом в Париже в 1322 году. Лицензированные женщины-врачи в те времена составляли меньшинство: в 1292 году в Париже их было зарегистрировано всего восемь.
В 1322 году Якобина Феличе была осуждена за незаконную практику. На суде многие показывали, что она успешно справлялась с лечением даже в тех случаях, когда другие доктора теряли надежду на выздоровление пациента. По мнению одного из свидетелей, она была лучшим врачом и лучшим хирургом Парижа.
Несмотря на то, что, согласно показаниям свидетелей, она была способна излечить больных, от которых отказывались врачи-мужчины, суд заявил, что, со всей очевидностью, мужчины, благодаря своему полу, лучше разбираются в медицине, чем женщины. Феличе запретили работать под угрозой отлучения от церкви, а женщины в целом были лишены права на медицинское образование и медицинские лицензии до середины XIX века.